# Ендре Дєрфі
Ендре Дєрфі (угор. Endre Győrfi, 30 березня 1920 — 2 червня 1992) — угорський ватерполіст.
Срібний призер Олімпійських Ігор 1948 року.